# Lili Garel
Pour les articles homonymes, voir Garel.
Élise Garel, dite Lili (née Élise Tager à Paris le 5 juillet 1921 et morte à Paris le 9 novembre 2013) est une résistante juive française qui, avec son époux Georges Garel, sauve de nombreux enfants juifs durant la Shoah.

## Biographie
Élise Tager est née en 1921 à Paris. 
Ses parents sont des juifs russes émigrés en France en 1919. Elle participe à la Manifestation du 11 novembre 1940 des lycéens et étudiants place de l'Etoile et est emprisonnée en tant que juive pendant trois mois à Fresnes. Elle se réfugie à Lyon à la fin de l'année 1941.

### Résistante
Résistante, Lili Garel est convoyeuse entre Nice et Lyon, participe au sauvetage d'enfants juifs, avec son époux, Georges Garel, qui devient après la guerre, directeur général, puis président de l'OSE,.
Son nom de résistance est Elisabeth-Jeanne Tissier.
Elle aurait été emprisonnée au Fort de Montluc à Lyon

### Mémoires de Georges Garel
Comme le note Katy Hazan dans la préface du livre de Georges Garel, cet ouvrage est paru avec la "volonté tenace" de Lili Garel

### Famille
Georges et Lili Garel ont sept enfants: Jean- Renaud, polytechnicien et biochimiste; Annie, médecin; Michel, conservateur des manuscrits hébraïques à la Bibliothèque Nationale de France; Laurent, médecin; Thomas, normalien et physicien;  Denis, médecin; et Nathalie, publiciste.
Georges Garel est décédé en 1979.
Lili Garel est morte à Paris le 9 novembre 2013, à l'âge de 92 ans.

## Hommages
- Honorée au Musée Mémorial de l'Holocauste à Washington, D.C., en novembre 2000[11]
- Le siège de l'Œuvre de secours aux enfants (OSE) au 11 Rue du Faubourg-du-Temple à Paris, jusqu'alors nommé Centre Georges Garel devient le Centre Georges et Lili Garel, le 23 juin 2014[12]
- Un espace vert porte son nom à Vénissieux depuis 2022.

## Film
L'historienne Valérie Perthuis-Portheret a réalisé un film qui relate la vie de Lili Garel, et en particulier son rôle dans la nuit de Vénissieux (28-29 août 1943), au cours de laquelle 108 enfants juifs ont été sortis du camp d'internement de Vénissieux (Métropole de Lyon) et sauvés de la déportation. À noter que c'est peu après cet événement que Lili Tager et Georges Garel se marient, en 1943. Vénissieux marque le début de l'action sur le terrain de Georges Garel avec l'OSE, jusqu'alors ingénieur à Lyon, et c'est la première implication sur le terrain de Lili Tager, qui venait à peine d'être embauchée dans le bureau de l'OSE à Lyon, comme secrétaire à temps partiel et comme assistante sociale. Elle a 20 ans. Elle n'oublie pas, des années plus tard, le "cauchemar" de Vénissieux,,.